# Стадио Диего Армандо Марадона
 За другият стадион на името на Диего Марадона вижте Естадио Диего Армандо Марадона.  
Стадио Диего Армандо Марадона, е футболен стадион в квартал Фуоригрота на Неапол на малко по-малко от 7 км от центъра на града.
Той е третият по големина стадион в Италия след Джузепе Меаца (Сан Сиро) и Стадио Олимпико в Рим. Използва се главно за футболни мачове и е дом на „Наполи“. Стадионът е завършен през 1959 г. за Летните олимпийски игри – 1960 г. и обновен през 1989 г. за Мондиал 1990. Сегашният му капацитет е 60 240 души.

## История
Стадио Сан Паоло е построен, за да се предостави на футболния отбор „Наполи“ постоянен дом, след като старият му дом Стадио Партенопео е бил унищожен по време на Втората световна война от въздушни нападения. В следвоенните години, отборът играе на различни временни домове, които не го удовлетворяват, защото поради бързото нарастване на феновете на клуба е необходим по-голям стадион.
Новият стадион „Сан Паоло“ е строен от 1948 до 1959 г. Официално е открит на 6 декември 1959 г. с мача Наполи – Ювентус 2:1. Първоначално трибуните са били направени от мрамор, стадионът е бил напълно открит и можел да побере около 87 500 предимно седящи зрители.
Стадионът е модернизиран за Европейското първенство през 1980 г., по време на което е домакин на три мача от първия кръг в групите и мача за третото място между Чехословакия и Италия (1:1).
През 2020 г. е решено стадионът да се казва Стадио Диего Армандо Марадона.

## Световно първенство по футбол 1990 г.
„Сан Паоло“ е избран за един от стадионите за Световното първенство по футбол през 1990 г. и затова претърпява основен ремонт. По проекта през 1989/1990 г. е монтиран покрив, създадена е нова зона с лекоатлетическа писта и прожекторна система, която намалява капацитета от 82 789 до около 76 000 места. Поради превръщането му в стадиона с изцяло седящи места, капацитет е намалял на 60 240.
На него се играят следните мачове:

13.06.1990: Аржентина – СССР 2:0 – Група B

18.06.1990: Аржентина – Румъния	1:1 – Група B

23.06.1990: Камерун – Колумбия 1:1, 2:1 след продължения – шестнадесетинафинал

01.07.1990: Камерун – Англия 2:2, 2:3 след продължения – четвъртфинал

03.07.1990: Италия – Аржентина	1:1 в редовното време и след продължения, 3:4 след дузпи – полуфинал
Стадионът е може би най-известен с домакинството на полуфинала на Мондиал 1990 между Аржентина и Италия. Преди мача Диего Марадона моли феновете на Наполи да викат за Аржентина. Тифозите на Наполи отговарят, като опъват плакат в техния сектор с надпис „Марадона, Неапол те обича, но Италия е нашата родина“. Мачът завършва 1:1 след продължения, а при дузпите Марадона отбелязва победната.

## В днешно време
Феновете на „Наполи“ редовно изпълват южната трибуна и приповдигнатата атмосфера винаги е гарантирана. Дори когато Наполи е в Серия Ц1 през сезон 2005 – 06, отборът има третата най-голяма посещаемост в Италия, като само Милан и Интер имат по-голяма. Последният мач от сезона се играе пред 51 000 зрители, което е рекорд за Серия Ц.

Рекордното посещение е 112 365 души на мача Наполи – Перуджа на 21 октомври 1979 г.
Стадионът е в покрайнините на града на адрес: Piazzale Vincenzo Tecchio, 80125 Naples. Може да бъде достигнат със 7 или 8 автобусни линии, подземен влак линия 6 на спирка Мостра или с влак на гарата Кампи Флегрей в Неапол.

## Смяна на името
Общинският съвет на Неапол моли италианското правителство да кръсти стадиона на Диего Марадона. Аржентинската легенда помага на Наполи да спечели титлата в Серия А през 1987 и 1990 г. и остава популярна фигура в клуба.
Съветът гласува за преименуването на стадион Сан Паоло, но бива спрян от италиански закон, който забранява публични сгради да бъдат кръщавани на личности, които не са мъртви от поне 10 години.